# Просека (Черновицкая область)
Просека (укр. Просіка) — село в Сучевенской сельской общине Черновицкого района Черновицкой области Украины.
Население по переписи 2001 года составляло 683 человека. Телефонный код — 3734. Код КОАТУУ — 7321088503.

## История
В 1946 г. Указом ПВС УССР село Просекарени переименовано в Просека'.
До 2020 года входило в Глыбокский район